# Anthony Capella
Anthony Capella (Uganda, 1962) è uno scrittore inglese.
Ha studiato letteratura inglese al St Peter’s College di Oxford. Ha vissuto un breve periodo a Roma insegnando inglese. Ha lavorato nel settore della pubblicità per poi occuparsi di giornalismo turistico. Collabora di tanto in tanto con lo chef inglese Jamie Oliver. Anthony Capella scrive, oltre che libri, articoli di viaggio per il The Sunday Times. Le sue opere sono state accolte con grande successo da stampa e pubblico a livello internazionale ed ha ricevuto diversi premi.

## Opere

### Romanzi
- The Food of Love (2005, non tradotto in italiano)
- L'ufficiale dei matrimoni (The Wedding Officer, 2007)
- Il profumo del caffè (The Various Flavours of Coffee, 2008)
- Il pasticciere del re (The Empress of Ice Cream, 2010)